# Touligny
Touligny é uma comuna francesa na região administrativa de Grande Leste, no departamento das Ardenas. Estende-se por uma área de 7,28 km². Em 2010 a comuna tinha 87 habitantes (densidade: 12 hab./km²).